# 人聲 (電影)
《人聲》（西班牙語：La voz humana）是2020年西班牙和美國合拍的劇情短片，由佩德罗·阿尔莫多瓦尔自編自導，改編自让·谷克多同名劇目。影片由泰達·史雲頓主演，而且是阿尔莫多瓦尔首部英語作品。
《人聲》於2020年9月3日在威尼斯影展舉行全球首映，並於同年10月21日由旺達影業和阿瓦隆在西班牙上映。

## 演員表
- 泰達·史雲頓

## 製作
2020年2月，泰達·史雲頓參演佩德罗·阿尔莫多瓦尔根據让·谷克多同名劇目改編的新作品。
主體拍攝原定2020年4月開始，但因2019冠狀病毒病延遲到7月16日，同月27日殺青。

## 上映
電影於2020年9月3日在威尼斯影展舉行全球首映。不久，索尼经典电影拿下影片的美國發行權。它還於2020年9月24日和10月17日分別在紐約影展和倫敦影展放映。同年10月21日，旺達影業和阿瓦隆讓影片在西班牙上映。百代電影公司透過華特迪士尼工作室電影拿下短片的英國發行權後於2021年5月19日上映（原定日期是2020年11月7日），這也是百代電影公司在現在福斯/迪士尼合約下發行的最後一部電影，同年6月其與華納兄弟簽約。

## 反響
根據爛番茄收集的60篇評論文章，影片「新鮮度」97%，平均得分8.3（最高十分）。網站的共識評述寫道：「《人聲》讓佩德罗·阿尔莫多瓦尔和泰達·史雲頓齊聚一堂，但短片的長度掩飾了（合作）帶來的豐厚收穫。」《衛報》的彼得·布拉德肖 （Peter Bradshaw）給電影打出4顆星（滿分5顆），並稱「這齣故事講述了一個人感到孤立、後悔、焦慮和無法判斷當前的安排是偶然還是永久，（最後）陷入絕望到自我毀滅的狀態」。

## 外部連結
- 互联网电影数据库（IMDb）上《人聲》的资料（英文）
- 爛番茄上《人聲》的資料（英文）